# مساري
مساري Massari مغني بوب وآر أند بي (R & B) وهيب-هوب كندي الجنسية ينتمي إلى عائلة لبنانية الأصل واسمه الحقيقي ساري فوزي عبّود. وهو من مواليد بيروت 10 ديسمبر/ كانون الأول 1980.

## سيرته
هاجر من لبنان إلى مونتريال في كندا عندما كان في العاشرة من عمره. ثم انتقل إلى أوتاوا في سن الثالثة عشرة. وقد كان أول صعود له على المسرح للغناء في عمر 13. ينتمي لعائلة لبنانية شيعية وله أخوان يصغرانه هما سامي وهو بمثابه مساعده وحارسه الشخصي وسامر.

## جوائزه
حصل ألبومه بي ايزي (Be Easy) على المرتبة الأولى في قائمة أفضل عشر ألبومات في كندا عام 2005.
حصل على جائزة أفضل بوب فيديو كليب لعام 2006 من MMVAs على أغنية "Be Easy".
ولديه الكثير من الأغاني التي حازت على المراتب الأولى في كندا. كما أن ألبوماته قد حققت نسبة مبيعات مهمة في دول أخرى مثل الولايات المتحدة الأمريكية، أستراليا، البرازيل، بريطانيا، ألمانيا وكندا. وقد حصل على جائزة أفضل مغني عالمي من أصل لبناني عام 2014.

## ألبوماته
- 2005: Massari
- 2009: Forever Massari
- 2018: Tune In

## Extended plays
- 2015: Hero

## السينغلز
- 2005: "Smile For Me" مع Loon
- 2005: "Be Easy"
- 2006: "Real Love"
- 2006: "Rush the Floor" مع Belly
- 2008: "Say You Love Me"
- 2008: "In Love Again"
- 2009: "Bad Girl"
- 2009: "Body Body"
- 2009: "Under the Radar"
- 2011: "Dance For Your Life"
- 2012: "Brand New Day"
- 2013: "Shisha" مع French Montana
- 2014: "What About the Love" مع ميا مارتينا
- 2017: "So Long"
- 2017: "Done Da Da"
- 2018: "Why" مع شاغي
- 2018: "Roll With It" مع محمد عساف
- 2018: "Tune In" مع أفروجاك وبيني مان
- 2018: "Ya Nour El Ein" (يا نور العين) مع مايا دياب و French Montana
- 2019: "Albeh Nkasar" (قلبي انكسر)
- 2020: "I See the Dream (Badna Salam)" مع Ali Gatie
- 2021: "Be Mine"

Featured in
- 2006: Soul on Fire" (KMC ft. Beenie Man & Massari)"
- 2007: Ya dunya" (Belly ft. Massari)"
- 2011: Latin Moon" (Mia Martina ft. Massari)"
- 2018: Why" (Shaggy ft. Massari)"
- 2020: "أنا لحالي" (إليانا مع مساري)

## وصلات خارجية
- مساري على موقع IMDb (الإنجليزية)
- مساري على موقع ميوزك برينز (الإنجليزية)
- مساري على موقع ديسكوغز (الإنجليزية)
- ترجمة كلمات اغاني مساري من مدبلج